# Isidis Dorsa
Gli Isidis Dorsa sono una struttura geologica della superficie di Marte.